# Rosenfluh
Die Rosenfluh Publikationen AG mit Sitz in Neuhausen am Rheinfall ist ein Schweizer Verlag für medizinische Fachzeitschriften. Sie wurde Ende 1994 in der Rechtsform einer GmbH von Richard Altorfer gegründet und 2002 in eine Aktiengesellschaft umgewandelt. Der Verlag wurde 2024 durch die Somedia Health AG, einem Gemeinschaftsunternehmen des Medienunternehmens Somedia und des Unternehmers Niklaus Leemann, übernommen. Der Verlag gibt folgende Fachzeitschriften heraus:
- Ars Medici, Schweizer Zeitschrift für Hausarztmedizin ISSN 0004-2897 mit den Beilagen Ars Medici Dossier, Ars Medici thema Phytotherapie, Ars Medici thema… und Sonderreport;
- Schweizer Zeitschrift für Gynäkologie ISSN 1661-0199;
- Pädiatrie ISSN 1424-8468;
- Schweizer Zeitschrift für Psychiatrie & Neurologie ISSN 1661-2051;
- Schweizer Zeitschrift für Ernährungsmedizin ISSN 1660-4695
- medicos ISSN 1424-8115
- Schweizer Zeitschrift für Onkologie ISSN 1660-4369
- DoXMedical ISSN 1660-8186
- Sprechstunde ISSN 1424-8123